# Кастельфранко-ди-Сопра
Кастельфра́нко-ди-Со́пра (итал. Castelfranco di Sopra) — коммуна в Италии, располагается в области Тоскана, в провинции Ареццо.
Население составляет 3090 человек (2008 г.), плотность населения составляет 76 чел./км². Коммуна занимает площадь 38 км². Почтовый индекс — 52020. Телефонный код — 055.
Покровителем коммуны почитается святой апостол Фома, празднование 3 июля.

## Демография
Динамика населения:

## Администрация коммуны
- Официальный сайт: https://web.archive.org/web/20060624145527/http://www.comune.castelfranco-di-sopra.ar.it/